# Asher Mallah
Pour les articles homonymes, voir Mallah.
Ascher Mallah, né en 1881 à Salonique et mort le 30 juillet 1969 à Paris 16e, était un juriste et un homme politique juif séfarade grec.
Il est le grand-oncle de Nicolas Sarkozy.

## Biographie
Élève au lycée impérial de Galatasaray, puis à la Faculté de droit, il enseigna le droit à l'administration ottomane et exerça la profession d'avocat. Il devient également conseiller du Pacha et professeur de droit à la Faculté.
Il participa à obtenir de la Sublime Porte la création d'une université en 1912 appelée Haïfa (aujourd'hui Technion).
Pendant la Deuxième république hellénique, il est élu au Sénat grec.

## Sources
- « Les Mallah : une famille sépharade de Salonique », 1998